# Macleay-Buschkänguru

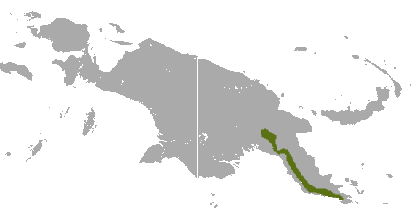
Verbreitungsgebiet des Hagen-Buschkängurus

Das Macleay-Buschkänguru (Dorcopsulus macleayi), auch als Papua-Buschkänguru bezeichnet, ist eine Känguruart aus der Gruppe der Buschkängurus. Es lebt im Osten von Neuguinea.

## Merkmale
Das Macleay-Buschkänguru erreicht eine Kopf-Rumpf-Länge von 43,5 bis 46 cm, eine Schwanzlänge von 31,5 bis 34,5 cm und ein Gewicht von 2,5 bis 3,5 Kilogramm. Der Rücken ist graubraun bis dunkelbraun, der Bauch ist heller. Die Gliedmaßen haben die gleiche Farbe wie der Körper. Der Schwanz hat an seiner Basis ein buschiges Fell, das körperferne Drittel ist unbehaart und weiß.
Verglichen mit dem nah verwandten und teilweise im gleichen Gebiet vorkommenden Berg-Buschkänguru (Dorcopsulus vanheurni) ist das Macleay-Buschkänguru größer, hat weniger abgerundete Ohren, hat ein helleres und weniger glänzendes Fell und einen kürzeren Schwanz. Beim Berg-Buschkänguru ist die Spitze dunkel.

## Lebensraum und Lebensweise
Das Macleay-Buschkänguru lebt im Osten von Neuguinea in Bergregenwäldern in Höhen von 1000 bis 1800 Metern an den südlichen Hängen des Owen-Stanley-Gebirges. Über die Lebensweise ist kaum etwas bekannt. Wahrscheinlich ernährt es sich vor allem pflanzlich, auch von Pilzen. Die Weibchen bekommen ein einzelnes Jungtier pro Jahr. Die Fortpflanzung findet das ganze Jahr über statt.

## Gefährdung
Das Macleay-Buschkänguru wird von der IUCN als nicht gefährdet (Least Concern) gelistet, da es in einem relativ große Verbreitungsgebiet von mehr als 20,000 km² vorkommt und noch recht individuenreich ist.